# Musée d'Art et d'Histoire de Montmorillon
Le musée d'Art et d'Histoire de Montmorillon (mahm) est un musée municipal créé en 1936, situé à Montmorillon, dans la Vienne. Après plusieurs années de fermeture, le musée ouvre de nouveau ses portes au public en 2018, dans l'aile gauche d’une ancienne école supérieure, dont une partie du bâtiment est occupé par la médiathèque Prosper Mérimée.

## Historique

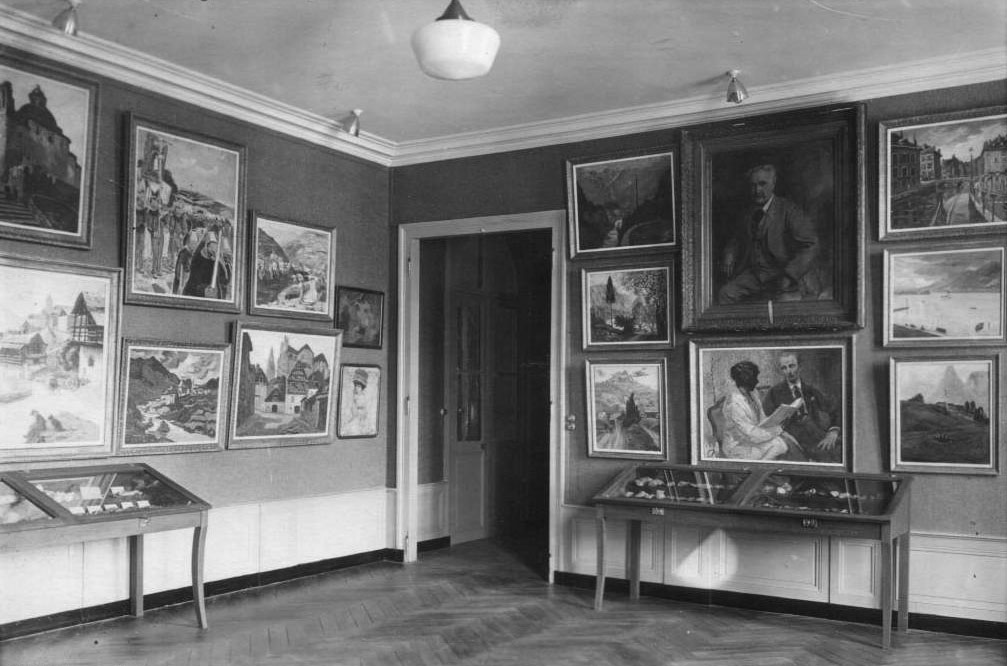
Salle "Raoul Carré" du musée municipal de Montmorillon, située au premier étage de la mairie de Montmorillon, vers 1938.

Depuis les années 1920, Raoul Carré, peintre montmorillonnais sollicite à de nombreuses reprises la municipalité pour qu'un musée ouvre ses portes à Montmorillon. Le décès de ce dernier en 1933 et le don de tableaux de Carré par la veuve de l'artiste vont conduire à la création du musée en 1936, au premier étage de la mairie de Montmorillon. Lors de son inauguration en 1937, le succès est au rendez-vous. En effet, depuis l’annonce de son ouverture, de nouveaux espaces sont créés car la seule "salle Raoul Carré » n’est pas assez grande pour accueillir les dons d’artistes locaux tel que Jehan Berjonneau, Henri Plisson etc. Malgré l'engouement du public, le musée tombe rapidement dans l’oubli après la disparition de son premier conservateur, Pierre Guéraud, en 1948.
La mise au jour du site préhistorique La Piscine en 1966 offre de nouvelles perspectives au musée municipal. Une association loi de 1901, la société archéologique et historique du montmorillonnais (SAHM) est créée. Elle veille à la gestion et à la valorisation les objets archéologiques découverts sur le site magdalénien La Piscine mais également à l'ensemble des collections du musée municipal de Montmorillon. En 1977, la société savante déménage les collections de la mairie vers le site de la Maison-Dieu de Montmorillon. En 1998, le Musée municipal de la maison-Dieu est définitivement fermé au public et les collections sont conservées en réserve.
Un nouveau projet de musée est à l'étude à partir de 2015. Une attention particulière est apportée à la scénographie du musée, pensée pour offrir un confort de visite adapté au plus grand nombre, en particulier aux personnes à mobilité réduite. En 2018, le mahm ouvre ses portes dans un nouveau lieu et avec un nouveau nom. En effet, par arrêté du ministre de la culture, le musée municipal de la maison-Dieu est renommé musée d'Art et d'Histoire de Montmorillon (mahm).
Depuis 2007, le musée présente plusieurs expositions temporaires, de caractère historique, monographique ou thématique, mais également artistique.

## Collections
Dès 1936, les collections du musée se sont constituées à partir de dons de collectionneurs, mais également de peintres poitevins, pour la plupart, anciens élèves de l'école des Beaux-arts de Poitiers.

### Photographie

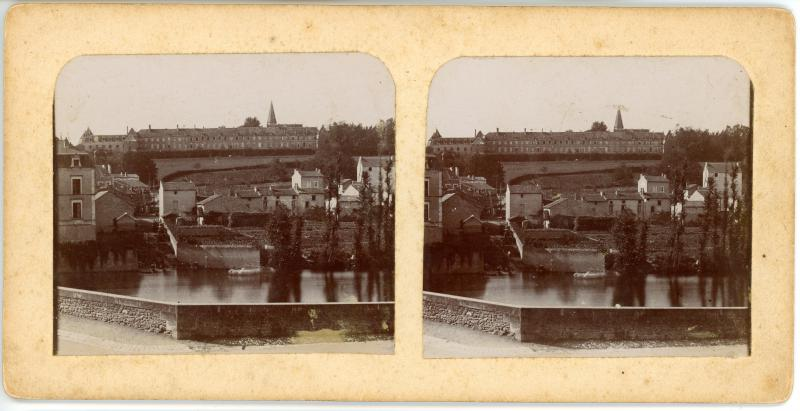
Image stéréoscopique du petit séminaire de Montmorillon, vers 1870. Mahm, n° inv.: 2017.4.2

À partir de 2015, le musée d'Art et d'Histoire de Montmorillon a ouvert son fonds iconographique à la photographie. La collection photographique du musée conserve des clichés variés mêlant tirages professionnels et épreuves amateurs. Elle se compose de plaques de verre, de films photographiques positifs et négatifs, d'épreuves sur papier argentique...
Les travaux de plusieurs photographes locaux et nationaux sont conservés dans les collections du musée d'Art et d'Histoire de Montmorillon, parmi lesquelles celles des Frères Bissons, Frères d'Alessandri, d'Alfred Perlat, Pierre Petit, Disdéri...
En 2017, une exposition temporaire intitulée "Montmorillon, 1860-1920" a présenté des photographies inédites réalisées entre 1860 et 1920 par des photographes amateurs et professionnels comme Jules Robuchon. L'exposition s'est organisée autour de thématiques ayant trait au développement urbain de la ville de Montmorillon, son histoire et ses quelques personnalités qui ont marqué les contemporains de cette période.

### Arts du19eau20esiècle
Paysages, natures mortes, portraits, scènes de genre rurales et religieuses font partie des collections. Raoul Carré, Jehan Berjonneau, Raoul-Félix Etève, Jeanne Harry-Lorne, Henri Plisson, Emmanuel Gratiant, Pierre-Gaston Rigaud puisent leur inspiration dans le patrimoine local, la religion, les folklores et les spécificités sociales liées à la ruralité.

#### Galerie

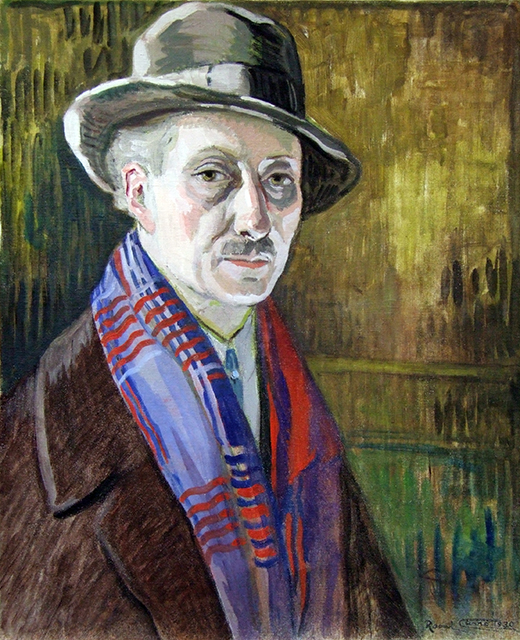
Autoportrait de l'artiste, Raoul Carré (1868 - 1933), gouache sur toile, 61x50 cm (hors cadre), 1930, n° inv. 1937.1.57. Collection musée d'Art et d'Histoire de Montmorillon (mahm)                                                                    .
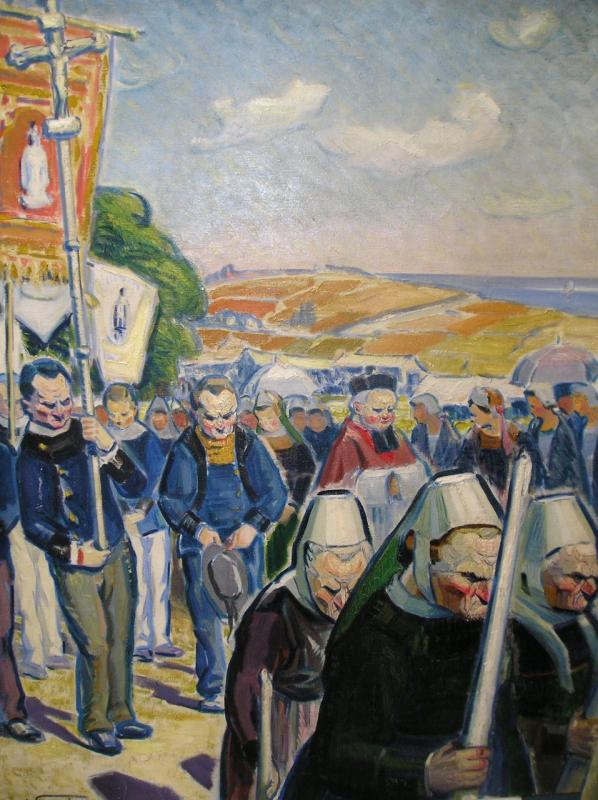
Procession bretonne, Raoul Carré (1868 - 1933), huile sur toile, 100x81 cm (hors cadre), 1920, n° inv. 1937.1.43. Collection musée d'Art et d'Histoire de Montmorillon (mahm)
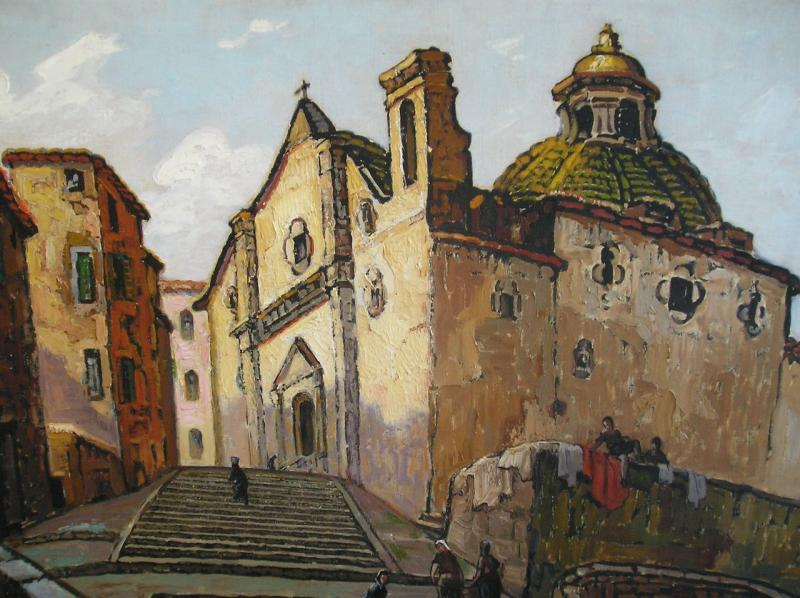
Une église à Calvi, Raoul Carré (1868 - 1933), huile sur toile, 81x100 cm (hors cadre), 1930, n° inv. 1937.1.45. Collection musée d'Art et d'Histoire de Montmorillon (mahm)
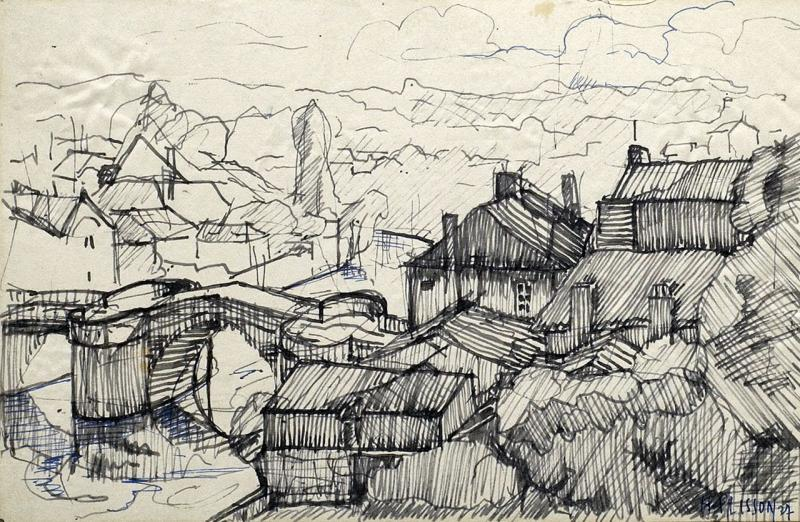
Le vieux Pont, Henri Plisson (1908 - 2002), étude au crayon, 13x20 cm (hors cadre), 1937, n° inv. 2007.5.1.8. Collection musée d'Art et d'Histoire de Montmorillon (mahm)

### Archéologie
Raoul Mortier, Jehan Berjonneau et bien d'autres collectionneurs privés font dons de nombreux silex taillés qui constituent les premières collections du musée municipal lors de sa création en 1936.
Actuellement, les collections archéologiques ne sont pas présentées au sein du parcours permanent du musée.

#### Le sanctuaire gallo-romain de Mazamas
En janvier 1964, sur la commune de Saint-Léomer, l’abbé Florentin Reix, curé de Bourg-Archambault et de Saint-Léomer, se rend sur le site de Mazamas, où se trouvaient des "tas de pierres" qu'il identifie rapidement comme des murs en petit appareil. L'origine gallo-romaine est confirmée par le directeur des Antiquités Historiques de la Région Poitou-Charentes, qui donne aux propriétaires, le docteur Émile de Vezeaux de Lavergne et Mme S. de Lavergne, l'autorisation et la responsabilité des fouilles. Entre 1967 et 1984, des fouilles sont réalisées sur le sanctuaire. Elles ont permis de découvrir une riche collection d’antiquités, déposée en partie, depuis 1985, au musée de Montmorillon. Parmi les objets conservés, on retrouve : des éléments architecturaux ; des céramiques ; des monnaies ; des objets votifs et usuels.

#### Le site magdalénien Pierre Marcel
En 1966, le site magdalénien est découvert fortuitement à côté de l'actuel centre aquatique communautaire de l'Allochon à Montmorillon. En 2021, le site préhistorique dit "La Piscine" porte le nom de son inventeur Pierre Marcel. Entre 1968 et 1982, plusieurs campagnes de fouilles sont organisées et dirigées par Pierre Marcel. L'équipe d'archéologues met au jour des vestiges variés, témoignage d'occupations humaines durant le Magdalénien (de 17 500 à 14 000 avant le présent).
Le musée d'Art et d'Histoire de Montmorillon conserve le matériel issu des fouilles réalisées sur le site préhistorique de la Piscine. Il se compose de :
- plusieurs dizaines de milliers de silex taillés (outils et déchets) ;
- des outils d'os (sagaies, aiguilles à chas, aiguilles rondes, poinçons, baguettes, lissoirs, ciseaux) ;
- des vestiges de faune (renne, cheval, antilope saïga, cerf), de poissons et de microfaunes ;
- des restes humains ;
- des parures ;
- de l'art mobilier (bois de renne gravé[11], nucléus au cortex gravé, divers os animaux et fragments calcaires incisés) ;
- des morceaux de colorants ;
- plusieurs structures d'habitat (foyer, fosse).